# 年利達律師事務所
年利達律師事務所（英文名稱：Linklaters LLP），是一家以英國為總部的國際律師事務所，在全球20個國家設有30個辦事處，共有合伙人約480名、律師2千多人，當中超過六成派駐倫敦以外的城市。事務所於2007年5月1日轉為以有限責任合伙形式營運（Limited Liability Partnership，簡稱LLP）。
年利達律師事務所為倫敦五大律師事務所之一，與安理國際律師事務所（Allen & Overy）、高偉紳律師行、富而德律師事務所（Freshfields Bruckhaus Deringer）、司力達律師事務所（Slaughter and May）等並稱倫敦法律界的「魔術圓圈」（Magic Circle（law），或譯「神奇圈」）。
根據2017年統計數據，年利達以收入計為全球第 12 大律師事務所（參見律師事務所列表）。

## 辦事處
年利達律師事務所於多個國家或城市設立辦事處或代表处，包括中国大陆、香港、比利時、巴西、捷克、法國、德國、匈牙利、印度、意大利、日本、盧森堡、中東、荷蘭、北非、波蘭、葡萄牙、羅馬尼亞、俄國、新加坡、斯洛伐克、西班牙、瑞典、泰國、阿拉伯聯合酋長國、美國等。
年利達律師事務所在中国有兩个辦事處或代表处，分别是上海陆家嘴的未来资产大厦和北京的国贸中心；香港則有位於中環的歷山大廈。

## 外部連結
- 年利達律師事務所官方網址 （页面存档备份，存于）